# محرر التيار (أداة يونكس)
محرر التيار (بالإنجليزية: sed)‏ هو أداة يونيكس التي تعرب النص وتطبق لغة البرمجة التي يمكن أن تنطبق على النص في مثل هذه التحويلات فأنه يقرأ المدخلات سطر بسطر بالتتابع وتطبيق العملية يتم من خلال تحديد سطر الأوامر أو الحوار النصي وقد وضع خلال عامي 1973 . 1974 باعتباره الأداة التي يستخدمها برنامج يونكس وابتكره كلا من Lee E. McMahon من مختبرات بيل وهو متاح اليوم لمعظم أنظمة التشغيل.

## وصلات خارجية
- GNU sed homepage
- More on the address command and sub-matched replacements
- Sed Cheat Sheets
- sed for Windows with working -i option